# Jackson megye (Kansas)
Jackson megye az Amerikai Egyesült Államokban, azon belül Kansas államban található. Megyeszékhelye és legnagyobb városa Holton. Lakosainak száma 13 232 fő (2020. április 1.). Jackson megye Nemaha, Jefferson, Shawnee, Brown, Atchison és Pottawatomie megyékkel határos.

## Népesség
A megye népességének változása:
| Lakosok száma | 13 489 | 13 472 | 13 454 | 13 366 | 13 338 | 13 232 |
|               | 2010   | 2011   | 2012   | 2013   | 2015   | 2020   |